# Hermonacte

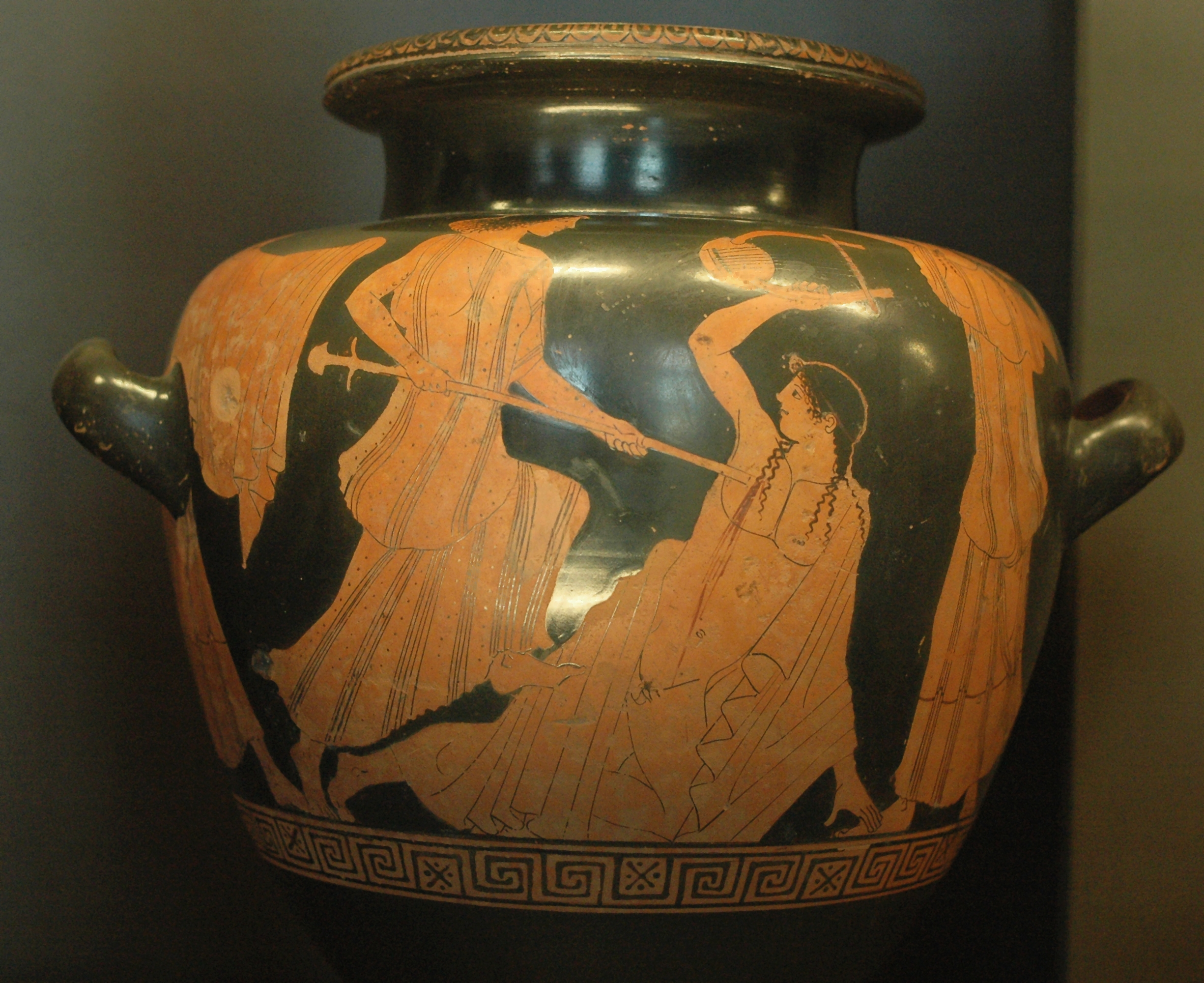
Hermonacte: estamno G 416, muerte de Orfeo, París, Museo del Louvre.

Hermonacte (en griego: Ἑρμῶναξ) fue un pintor griego de vasos que trabajaba en el estilo de las figuras rojas. Pintó entre los años 480 y 450 a. C. en Atenas.
Su firma(HΕΡΜΟΝΑΧΣ ΕΓΡΑΦΣΕΝ – Hermonax lo pintó "lo dibujó", el verbo griego grafo significa tanto "dibujo" como "escribo") se encuentra en diez vasos, cuatro estamnos en París, Orvieto, Boston y Florencia, en cinco pélices en Roma, Viena y Bellinzona y en una copa de Braurón (la actual Vraona, cerca de Atenas).
Fue discípulo del Pintor de Berlín; decoró principalmente vasos de gran tamaño, como estamnos, pélices, numerosas ánforas de cuello, varios lutróforos e hidrias, pero también varios vasos más pequeños, como el lécitos, el lecánide de Ferrara (de la necrópolis etrusca de Spina, Museo Nacional de Spina) que representa una gigantomaquia, varios kílices y una cótila de Barcelona (hallado en Emporion, actual Ampurias, España). En total, se le han atribuido más de 110 vasos. Adoptó varias características estilísticas de su maestro, el Pintor de Berlín, especialmente la forma en que se dibuja el tobillo y algunos pliegues en el quitón (algunos de sus vasos, especialmente las primeras obras, también se asemejan al estilo de pintura de Macrón en algunos lugares. Típica de él es su manera individual de atraer la mirada (de perfil), que añade una especie de "encanto" a los rostros representados. Sus vasos suelen estar decorados con escenas mitológicas, como la escena del estamno de Múnich (Staatliche Antikensammlungen 2413) que representa el nacimiento de Erictonio (Atenas), el ánfora de Nola que representa a Zeus y Ganimedes (Washington, University Collection, Midwestern Coll., 162-163, n.º 93), una escena en un pélice de Viena (Museo de Historia del Arte de Viena, Antikensammlung 3728) con Edipo y la Esfinge o una escena de la Ilíada de Homero con Aquiles y su madre Tetis en un ánfora de Wurzburgo (Museo Martin von Wagner L 504), sus vasos a menudo están decorados con escenas dionisiacas, como una escena con Dioniso, ménades y sátiros en un pélice de Roma (Museo nazionale etrusco di Villa Giulia 50459) o una escena con un sátiro y una ménade en un ánfora de Nola de Kassel (Staatliche Mussen, Antikensammlung T. 696

## Evaluación

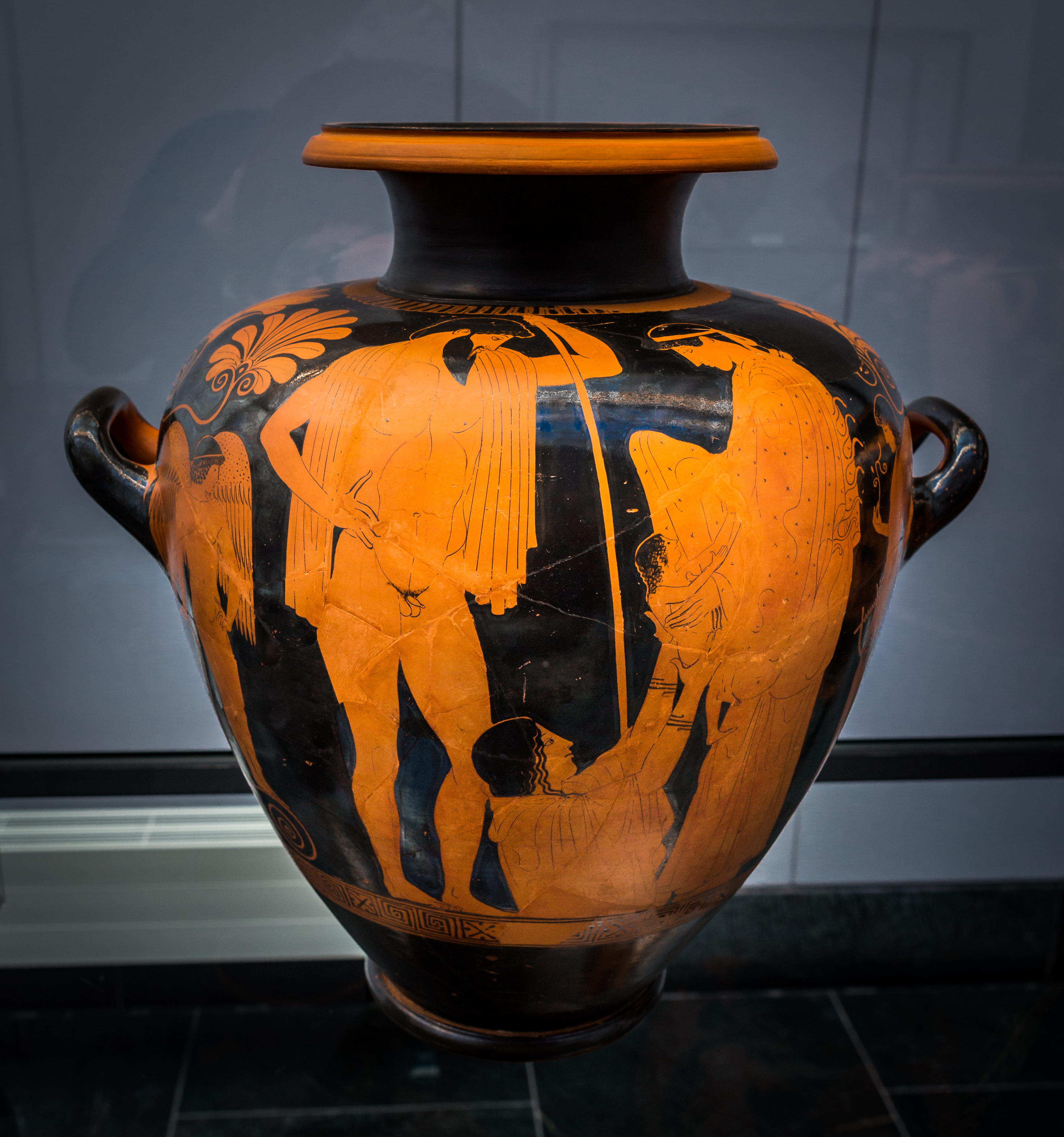
Nacimiento de Erictonio Atenea recibe al bebé Erictonio de manos de la madre tierra Gea. Estamno ático de figuras rojas, 470–460 a. C.

Como Beazley afirma, «Sólido y capaz como es el trabajo de Hermonacte en general, solo una vez se muestra como un artista notable, y eso no está en ninguno de sus vasos firmados, sino en los estamno de Múnich... con el nacimiento de Erictonio - Hauser ha señalado lo que era moderno en ese vaso cuando fue pintado; cómo el pintor rechaza los anticuados acuerdos de figura, cara y vestido, y se vuelve a un nuevo tipo de simplicidad y veracidad: nuevo en su día, y fresco todavía, porque el artista puso su propio pensamiento, su propio sentimiento en sus formas, y eso las mantiene vivas y verdes».

## Obras selectas
- Adria, Museo Civico

fragmentos de una copa B 34 • fragmentos de una copa B 296 • fragmentos de una copa B 785
- Agrigento, Museo Archeologico Regionale

lécito
- Altenburg, Staatliches Lindenau-Museum

ánfora 289 - oinochoe 297
- Ancona, Museo Archeologico Nazionale

dos fragmentos de copas diferentes
- Argos, Museo Arqueológico

crátera de campana C 909
- Atenas, Museo del Ágora de Atenas

fragmento de un lutróforo P 15018 • hidria P 25101 • fragmento de un estamno P 25357 • fragmento P 25357 A • fragmento de una crátera P 30017 • fragmento de una crátera de campana P 30019 • fragmento de una copa CP 11948 • fragmento de un lécito P 30065 • fragmento de una hidria P 30134 • fragmentos de un pélice P 8959
- Atenas, Museo de la Acrópolis de Atenas

fragmentos de varios lutróforos
- Atenas, Museo Arqueológico Nacional

fragmento 2.692 - lécito 1632
- Baltimore, Museo Walters

ánfora 48.55
- Barcelona, Museo Arqueológico

lécito 581 • fragmento de una copa 4233.6
- Basilea, Antikenmuseum Basel und Sammlung Ludwig

pélice BS 483 • enócoe KA 430
- Berna, Museo Histórico de Berna

pélice 26454
- Bolonia, Museo Cívico Arqueológico

enócoe 344
- Boston, Museo de Bellas Artes

estamno 01.8031
- Boulogne-sur-Mer, Musée Communal

ánfora 125
- Bristol, City Museum

hidria H 4631
- Bruselas, Museos Reales de Bellas Artes de Bélgica

pélice A 1579 • hidria A 3098
- Bryn Mawr, Bryn Mawr College

fragmento de una copa P 199 • fragmento de una copa P 209 • fragmento de una copa P 989
- Cambridge (Massachusetts), Universidad de Harvard, Arthur M. Sackler Museum

fragmento de una copa 1995.18.42
- Catania, Museo Civico

hidria 706
- Chicago, Universidad de Chicago

pélice 171
- Christchurch, Universidad de Canterbury

ánfora
- Colonia, Universidad de Colonia

ánfora 308
- Columbia (Misuri), Museum of Art & Archeology

ánfora 83.187
- Corinto, Museo Arqueológico

fragmento de una crátera C 66.40
- Dresde, Albertinum

fragmento de una copa
- Ferrara, Museo Nazionale di Spina

enócoe 2461 •oenócoe B 31.5.1958 • lécane T0 • enócoe T 216 CVP • enócoe T 607 • enócoe T 897
- Florencia, Museo Archeologico Etrusco

fragmento de un estamno 14B5 • fragmento 14B53 • estamno 3995 • fragmento de un estamno PD 421
- Gela, Museo Archeologico

lécito N 115
- Glasgow, Museum & Art Gallery

pélice 1883.32A
- Gotha, Schlossmuseum

ánfora 50
- Gotinga, Universidad de Gotinga

fragmento de una copa H 74
- Hartford, Wadsworth Atheneum

lécito 1930.184
- Heidelberg, Ruprecht-Karls-Universität

fragmento de un estamno 170 • pélice 171 - fragmento de un lécito 172 - fragmento de una copa 173
- Innsbruck, Universidad

fragmento de una copa II.12.66 • fragmento de una copa II.12.67
- Estambul, Museo de Arqueología

fragmento A 33.2322 • fragmento de una copa A 33.2350
- Karlsruhe, Badisches Landesmuseum

fragmento de una copa 69.35C • dos fragmentos de una copa 86.360 A-B • fragmento de una copa 69.35 C
- Kassel, Palacio de Wilhelmshöhe

ánfora T 696
- Lancut,  Castle Museum

ánfora de cuello S 8176
- Londres, Museo Británico

ánfora E 312 • pélice E 371 • pélice P 374 • estamno E 445
- Londres, Museo de Victoria y Alberto

hidria 4816.1858
- Los Ángeles, Museo de Arte del Condado de Los Ángeles

pélice A 5933.50.41
- Madrid, Museo Arqueológico Nacional

ánfora 11098 • ánfora L 172
- Maguncia, Universidad Johannes Gutenberg

fragmento de una peluca (?) 144
- Mánchester, City Art Gallery & Museum

pélice III.I.41
- Mannheim, Reiss-Museum

estamno 59
- Marsella, Musée Borely

estamno 1630 • pélice 3592 • pélice 7023
- Melfi, Museo Nazionale del Melfese

ánfora (préstamo → Metaponto)
- Metaponto, Museo Civico

ánfora 20113
- Montreal, Museo de bellas artes

fragmento de una copa RS 470
- Moscú, Museo Pushkin

ánfora 601  • ánfora 1071
- Múnich, Glyptothek y Antikensammlung

estamno 2413 • lécito 2477 • lécito 2478
- Münster, Museo Arqueológico de la Universidad de Münster

lécito 668
- Nápoles, Museo Archeologico Nazionale

ánfora 81481 • ánfora H 3385 • pélice SP 2028
- Nápoles, Palacio de San Nicandro (Museo Mustilli)

pélice
- Nueva York, Museo Metropolitano de Arte

lécito 26.60.77 • lécito 41.162.19 • copa 1972.70.2 • fragmento de una copa1972.257 • fragmento de una copa 1973.175.4A-B
- Norwich, Castillo de Norwich

ánfora 36.96
- Orvieto, Museo Civico (Collezione Faina)

copa 43 • lécito 66 A
- Oxford, Museo Ashmolean

ánfora 1966.500
- Paestum, Museo Archeologico Nazionale

enócoe 57799
- Palermo, Collezione Collisani

ánfora R 33
- Palermo, Museo Archeologico Regionale

lécito 1445 • lécito V 672
- París, Bibliothèque Nationale, Cabinet des Médailles

lécito 489
- París, Museo del Louvre

pélice CP 10765 • fragmento de un pélice CP 10766 • copa CP 10955 - fragmento de un pélice CP 11060 • fragmento CP 11061 • fragmento de un pélice CP 11064 • fragmento de un estamno CP 11065 • fragmento de un estamno CP 11067 • fragmento CP 11068 • fragmento de un cuenco CP 11944 • fragmento de un copa CP 11945 • fragmento de una copa CP 11946 • fragmento de una copa CP 11947 • fragmento de una copa CP 11948 • fragmento de una copa CP 11949 • fragmento de una copa CP 11950 • fragmento de una copa CP 11951 • fragmento de una copa CP 11952 • fragmento de una copa CP 11953 • fragmento de una copa CP 11954 •copa G 268 - estamno G 336 • pélice G 374 - ánfora G 376 • estamno 413 • estamno G 416 - pélice G 546 • enócoe G 573
- Rodas, Museo Arqueológico

hidria 12884

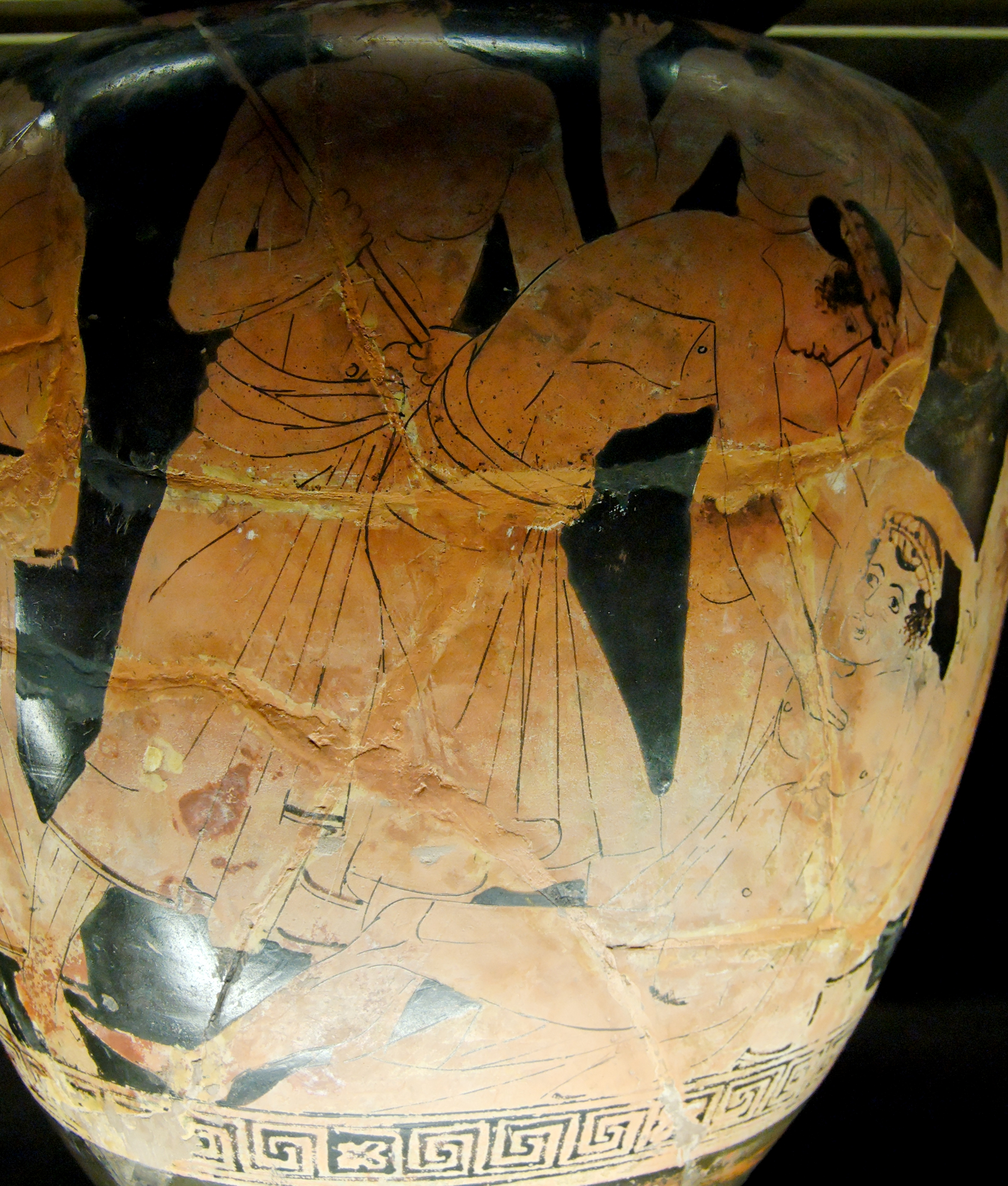
Estamno Louvre G 413: Detalle de Filoctetes.

- Roma, Museo Nazionale di Villa Julia

estamno 5241 • pelike (Beazley Nr. 33) • pélice 50459
- Samotracia, Museo Arqueológico

fragmento de una crátera de campana
- San Luis, Museo de Arte de San Luis

ánfora WU 3271 
- San Simeón, Hearst Corporation

ánfora 12359
- San Petersburgo, Museo del Hermitage

ánfora 696 • pélice 727 • estamno 804 • estamno 2070 • estamno 4121 • fragmento de un estamno NB 6463 • ánfora ST 1461 • ánfora 1672 • ánfora ST 1692 • estamno ST 1694
- Sarajevo, Zemaljski muzej Bosne i Hercegovine

fragmento de una hidria 31 • lutróforo 389 • fragmento de un lutróforo 425 • fragmento de un lutróforo 426
- Estocolmo, Medelhavsmuseum

copa G2334
- Siracusa, Museo Arqueológico Regional

lécito 24552
- Tampa, Museo de Arte de Tampa

kílix 86.89
- Trieste, Museo Storia ed Arte

estamno S 424
- Tubinga, Universidad de Tubinga

fragmento de una copa E 43 • fragmento de un lutróforo E 90 • fragmento de un lutróforo E 99 • fragmento de un pélice S101583
- Ciudad del Vaticano, Museo Gregoriano Etrusco

estamno 16526
- Viena, Museo de Historia del Arte

pélice 336 • pélice 1095 • pélice IV 3728
- Viena, Universidad de Viena

fragmento de una copa 503.50 • fragmento
- Wiesbaden, Landesamt

ánfora
- Wurzburgo, Martin von Wagner Museum

ánfora L 504 
- Zúrich, Universidad de Zúrich

fragmento de un estamno 3550 • copa L 95